# Lodewijk VIII van Beieren
Lodewijk VIII van Beieren bijgenaamd de Bultenaar (Parijs, 1 september 1403 – Ingolstadt, 13 april 1445) was van 1443 tot aan zijn dood hertog van Beieren-Ingolstadt. Hij behoorde tot het huis Wittelsbach.

## Levensloop
Lodewijk VIII was de enige overlevende zoon van hertog Lodewijk VII van Beieren-Ingolstadt en diens eerste echtgenote Anna van Bourbon, dochter van graaf van La Marche Jan I van Bourbon. Na het overlijden van zijn moeder werd hij in 1408 naar Beieren gevoerd. De problemen tijdens de reis zorgden bij de vijfjarige voor zware lichamelijke schade, waardoor Lodewijk vanaf dan als bijnaam de Bultenaar had. 
Hoe ouder Lodewijk VIII werd, hoe meer hij door zijn vader betrokken werd bij de regeringsaangelegenheden. Zo kreeg hij in 1416 de titel van graaf van Graisbach en verving hij vanaf de jaren 1420 zijn vader toen die zich in het buitenland bevond. In de voor zijn vader slecht verlopen strijd tijdens de Beierse Oorlog van 1420-1422, steunde Lodewijk zijn vader en via persoonlijke bemiddelingspogingen kon hij ervoor zorgen dat zijn vader van de rijksban ontheven werd. Ook de erfstrijd om het hertogdom Beieren-Straubing na het overlijden van Jan van Beieren verliep voor de linie Beieren-Ingolstadt slecht, waardoor Lodewijk en zijn vader zich tevreden moesten stellen met een vierde van de erfenis. 
Op het einde van de jaren 1430 vertroebelde de relatie tussen Lodewijk VIII en zijn vader. De aanleiding hiervoor waren de meningsverschillen tussen vader en zoon over de algemene landvrede die Lodewijk bepleitte, maar vooral omdat Lodewijk vond dat zijn onwettige halfbroer Wieland van Freyberg door zijn vader werd bevoordeeld. Lodewijk voelde zich achtergesteld en keerde zich in 1438 af van zijn vader. Hij sloot daarop een alliantie met hertog Albrecht III van Beieren-München en in 1443 zelfs met hertog Hendrik XVI van Beieren-Landshut, die zijn vader had willen vermoorden. Het conflict met zijn vader zorgde ervoor dat Lodewijk VIII hem in 1443 afzette als hertog van Beieren-Ingolstadt en hem liet gevangenzetten.
Lodewijk bleef echter niet lang hertog van Beieren-Ingolstadt en stierf in 1445 op 41-jarige leeftijd, twee jaar voor het overlijden van zijn gevangengezette vader. Omdat Lodewijk zonder nakomelingen stierf, ging het hertogdom Beieren-Ingolstadt na het overlijden van zijn vader naar hertog Hendrik XVI van Beieren-Landshut.

## Huwelijk
Op 20 juli 1441 huwde Lodewijk VIII met Margaretha (1410-1465), dochter van keurvorst Frederik I van Brandenburg. Het huwelijk bleef kinderloos.